# Кюхлер, Альберт
Альберт Кюхлер (дат. Albert Küchler; 2 мая 1803[…], Копенгаген — 16 февраля 1886[…], Рим) — датский живописец.

## Биография
Учился в копенгагенской Академии художеств под руководством Кристоффера Эккерсберга. Уже в 1822 и 1825 годах получил по медали за свои успехи в исторической живописи, а в 1828 году стал известен публике картиной «Молодая продавщица фруктов» (ныне в Копенгагенском музее). В 1830 году Копенгагенская академия удостоила его большой золотой медали за картину «Христос исцеляет недужных».
Провёл некоторое время в Мюнхене, а затем переехал в Италию, где, среди прочих, написал картины «Явление воскресшего Христа его ученикам» и «Иосиф рассказывает свои сновидения» (ныне в Копенгагенском музее) и впоследствии изображал сцены из римской народной и монастырской жизни. В 1844 году перешёл из лютеранства в католичество, а в 1851 году поступил в монахи францисканского ордена. С этого времени писал исключительно религиозные картины в духе католицизма. С 1877 года был членом Копенгагенской академии художеств.